# Провулок Чебишова
Прову́лок Чебишóва — зниклий провулок, що існував у Дарницькому районі міста Києва, місцевість села Шевченка. Пролягав від Горлівської вулиці до вулиці Чебишова.
Прилучалася Кухарська вулиця.

## Історія
Виник, ймовірно, не пізніше кінця 1940-х років під назвою провулок Шевченка. Назву Чебишова провулок отримав 1955 року на честь російського вченого-математика Пафнутія Чебишова.
Ліквідований у середині 1980-х років у зв'язку зі знесенням малоповерхової забудови села Шевченка.